# Donji Borki
Donji Borki is een plaats in de gemeente Sirač in de Kroatische provincie Bjelovar-Bilogora. De plaats telt 50 inwoners (2001).